# Маммиллярия Шелдона
Маммилярия Шелдона (лат. Mammillaria sheldonii — кактус из рода Маммиллярия. Вид назван в честь американца Чарльза Шелдона (1867—1928), любителя природы и владельца предприятий горнодобывающей промышленности в Мексике.

## Описание
Стебель в молодом возрасте шаровидный, позднее коротко-цилиндрический, до 25 см высотой и 6 см в диаметре, зелёный или тёмно-зелёный. Сосочки конические, до 1 см длиной. Ареолы голые.
Радиальных колючек 10-15. Они до 1 см длиной, прямые, игольчатые, красновато-коричневые. Одна из них крючковатая.
Цветки до 2 см длиной и 3 см в диаметре, бледно-розовые. Плоды красные, от 25 до 30 мм длиной; содержат чёрные, шарообразные семена.

## Распространение
Эндемик мексиканских штатов Чиуауа и Сонора. Растёт в сухих пустынях.

## Синонимы
- Neomammillaria sheldonii
- Chilita sheldonii
- Ebnerella sheldonii
- Neomammillaria swwinglei
- Chilita swinglei
- Mammillaria swinglei
- Ebnerella swinglei
- Mammillaria gueldemanniana
- Chilita gueldemanniana
- Mammillara alamensis
- Chilita alamensis
- Mammillaria guirocobensis
- Ebnerella guirocobensis
- Mammillaria inaiae
- Ebnerella inaiae
- Chilita inaiae
- Mammillaria marnieriana